# جانا روبنز
جانا روبنز (بالإنجليزية: Jana Robbins)‏ هي ممثلة أمريكية، ولدت في 18 أبريل 1948 في جونستاون في الولايات المتحدة.

## وصلات خارجية
- جانا روبنز على موقع IMDb (الإنجليزية)
- جانا روبنز على موقع قاعدة بيانات برودواي على الإنترنت (الإنجليزية)
- جانا روبنز على موقع قاعدة بيانات الفيلم (الإنجليزية)